# Kanton Saint-Lô-Est
Kanton Saint-Lô-Est (francouzsky Canton de Saint-Lô-Est) byl francouzský kanton v departementu Manche v regionu Dolní Normandie. Tvořilo ho pět obcí. Zrušen byl po reformě kantonů 2014.

## Obce kantonu
- La Barre-de-Semilly
- Baudre
- La Luzerne
- Sainte-Suzanne-sur-Vire
- Saint-Lô (východní část)